# 314

314(삼백십사)는 313보다 크고 315보다 작은 자연수다.

## 수학
- 합성수로, 그 약수는 1, 2, 157, 314다. 진약수의 합은 160이므로, 314는 부족수다.
  - 100번째 반소수다. 앞의 반소수는 309, 다음 반소수는 319다.
- {\displaystyle 314\approx 100\pi }

{\displaystyle 100\pi }의 근삿값으로, 파이의 상징으로 쓰이기도 한다.
- {\displaystyle 314=5^{2}+17^{2}}
  - 서로 다른 두 소수(素數)의 제곱합으로 나타낼 수 있는 9번째 반소수다. 이 성질을 지닌 앞의 수는 298, 다음 수는 365다. (OEIS의 수열 A103558)
- {\displaystyle 13^{6}-1}은 314로 나누어떨어진다.

## 과학·기술
- NGC 314(영어판): 조각가자리 방향에 있는 렌즈형은하.
- 314 로살리아(영어판): 소행성.
- 코스모스 314호(영어판): 소련의 인공위성.

## 교통

### 철도
- 수도권 전철 3호선 대곡역의 역번호.
- 부산 도시철도 3호선 구포역의 역번호.
- 대구 도시철도 3호선 팔거역의 역번호.

### 도로
- 고속도로 및 국도
  - 오토루트 314호선(프랑스어판): 프랑스의 고속도로.
  - 일본 314번 국도(일본어판): 히로시마현 후쿠야마시에서 시마네현 운난시까지 이어지는 일본의 국도.
  - 중국 314번 국도
- 기타 도로
  - 314번 지방도: 경기도 화성시 정남면에서 안성시 양성면까지 이어지는 대한민국의 지방도.

## 군사
- U-314(영어판): 제2차 세계 대전에 사용된 나치 독일의 군용 잠수함.
- 엠브라에르 EMB 314 슈퍼 투카노: 엠브라에르의 군용 항공기.

## 문화유산
- 대한민국의 국보 제314호: 순천 송광사 화엄경변상도
- 대한민국의 보물 제314호: 감지금니 묘법연화경 권3~4
- 대한민국의 사적 제314호: 광주 조선백자 요지

## 방송
- KT HCN의 EBS 키즈 채널 번호.

## 기타
- 날짜: 3월 14일
- 연도: 314년, 기원전 314년